# Zak Ketterson
Zak Ketterson (* 2. April 1997) ist ein US-amerikanischer Skilangläufer.

## Werdegang
Ketterson startete im Februar 2015 in Nové Město erstmals beim Slavic-Cup im Continental-Cup und errang dabei die Plätze 21 über 15 km klassisch und 12 im Sprint. Bei den Junioren-Skiweltmeisterschaften 2016 in Râșnov belegte er den 60. Platz über 15 km Freistil, den 51. Rang im Sprint sowie den 11. Platz mit der Staffel und bei den U23-Weltmeisterschaften 2018 in Goms den 65. Platz im Sprint sowie den 57. Rang über 15 km klassisch. In der Saison 2018/19 erreichte er bei der US Super Tour in Minneapolis mit Platz zwei über 10 km Freistil und Rang eins im 20-km-Massenstartrennen seine ersten Podestplatzierungen in dieser Rennserie und errang zum Saisonende den neunten Platz in der Gesamtwertung. Bei den U23-Weltmeisterschaften im März 2020 in Oberwiesenthal lief er auf den 48. Platz über 15 km klassisch und auf den 22. Rang im Sprint. Zu Beginn der Saison 2021/22 holte er zwei Siege bei der US Super Tour und nahm darauf bei der Tour de Ski 2021/22 erstmals am Weltcup teil. Seine beste Platzierung bei der Tour, die er auf dem 54. Platz beendete, war in Oberstdorf der 34. Platz im Sprint. Es folgten bei der US Super Tour zwei weitere Siege und jeweils einen zweiten und dritten Platz. Zum Saisonende nahm er an Weltcups in Lahti, Drammen, Oslo und Falun teil. Dabei holte er in Falun mit dem 15. Platz über 15 km Freistil seine ersten Weltcuppunkte und tags darauf mit der Mixed-Staffel seinen ersten Weltcupsieg.

## Erfolge

### Weltcupsiege im Team
| Nr. | Datum         | Ort   | Disziplin                         |
| --- | ------------- | ----- | --------------------------------- |
| 1.  | 13. März 2022 | Falun | 4 × 5 km Mixed-Staffel Freistil 1 |

### Siege bei Continental-Cup-Rennen
| Nr. | Datum             | Ort         | Disziplin                   | Serie                        |
| --- | ----------------- | ----------- | --------------------------- | ---------------------------- |
| 1.  | 16. Februar 2019  | Minneapolis | 20 km klassisch Massenstart | US Super Tour                |
| 2.  | 7. Dezember 2019  | Canmore     | 10 km klassisch             | Nor-Am-Cup und US Super Tour |
| 3.  | 5. Dezember 2021  | Duluth      | 10 km Freistil              | US Super Tour                |
| 4.  | 11. Dezember 2021 | Hayward     | Sprint klassisch            | US Super Tour                |
| 5.  | 29. Januar 2022   | Lake Placid | Sprint klassisch            | US Super Tour                |
| 6.  | 4. Februar 2022   | Craftsbury  | Sprint Freistil             | US Super Tour                |
| 7   | 19. Februar 2023  | Minneapolis | 20 km klassisch Massenstart | US Super Tour                |